# Nokia 2115i
I Nokia 2115i e Nokia 2116i, comunemente conosciuti come Nokia Shorty, sono dei telefoni cellulare prodotti in stile candybar. Il 2115i è un modello  discontinuo che veniva venduto dalla MetroPCS, un operatore telefonico statunitense, il 2116i è una piccola variante del 2115i venduto anch'esso dalla MetroPCS. Gli Shorty erano venduti in comodato d'uso dalla Virgin Mobile.

## Caratteristiche
- Massa: 88  g
- Dimensioni: 102 x 42 x 22 mm
- Form factor: Candybar
- Durata batteria in conversazione: 4.60 ore
- Durata batteria in standby: 211 ore (8 giorni)
- Tipologia batteria: LiIon
- Risoluzione display: 96 x 65 pixel monocromatico